# Torbjørn Sindballe
Torbjørn Sindballe (* 21. Oktober 1976 in Albertslund) ist ein ehemaliger dänischer Triathlet. Er ist ETU-Europameister (2003) und zweifacher ITU-Weltmeister auf der Triathlon-Langdistanz (2004 und 2006).

## Werdegang
Torbjørn Sindballe begann 1991 als 15-Jähriger mit dem Triathlon.
Er studierte an der Universität Kopenhagen. In Schweden im Juli 1999 und erneut 2002 in Nizza wurde er Vize-Weltmeister auf der Triathlon-Langdistanz. Sein Spitzname als Athlet war „Thunder Bear“.
Im August 2003 wurde Sindballe in Dänemark Triathlon-Europameister auf der Langdistanz.

### Weltmeister Triathlon-Langdistanz 2004
In Schweden wurde er im Juli 2004 Langdistanz-Weltmeister. Im Oktober wurde er Sechster beim Ironman Hawaii (Ironman World Championships).

### Weltmeister Triathlon-Langdistanz 2006
2006 konnte er seinen Erfolg aus 2004 wiederholen und holte sich seinen zweiten Weltmeistertitel auf der Langdistanz.
Im Oktober 2007 belegte er den dritten Rang beim Ironman Hawaii (Ironman World Championships).
Ende Juni 2009 musste sich Torbjørn Sindballe wegen eines Herzklappenfehlers vom aktiven Leistungssport verabschieden und seine Karriere beenden. Er lebt heute in Hørsholm.

## Sportliche Erfolge
| Datum/Jahr    | Rang | Wettbewerb              | Austragungsort   | Zeit     | Bemerkung                                                                         |
| ------------- | ---- | ----------------------- | ---------------- | -------- | --------------------------------------------------------------------------------- |
| 2. Mai 2009   | –    | Wildflower Triathlon    | Lake San Antonio | DNF      | Torbjørn Sindballe musste in Kalifornien das Rennen auf der Radstrecke abbrechen. |
| 2005          | 1    | Ironman 70.3 California | Oceanside        |          |                                                                                   |
| 30. Sep. 2003 | 3    | Ironman 70.3 California | Oceanside        | 04:02:35 |                                                                                   |
| 2002          | 1    | Ironman 70.3 California | Oceanside        | 03:47:08 |                                                                                   |
| 5. Mai 2002   | 9    | St. Croix Triathlon     | Saint Croix      | 04:20:00 |                                                                                   |

| Datum/Jahr    | Rang | Wettbewerb                                         | Austragungsort | Zeit     | Bemerkung |
| ------------- | ---- | -------------------------------------------------- | -------------- | -------- | --- |
| 11. Okt. 2008 | 57   | Ironman Hawaii                                     | Hawaii         | 09:14:43 | |
| 1. Nov. 2008  | 2    | Ironman Florida                                    | Panama City    | 08:17:53 | hinter dem Sieger Tom Evans                                                                                               |
| 13. Juli 2008 | 3    | Challenge Roth                                     | Roth           | 08:16:02 | |
| 13. Okt. 2007 | 3    | Ironman Hawaii                                     | Hawaii         | 08:21:30 | |
| 15. Juli 2007 | 4    | ITU Long Distance Triathlon World Championships    | Lorient        | 03:37:09 | |
| 2007          | 3    | Ironman New Zealand                                | Taupō          | 08:34:47 | |
| 19. Nov. 2006 | 1    | ITU Long Distance Triathlon World Championships    | Canberra       | 05:59:13 | |
| 16. Juli 2006 | 10   | Ironman Austria                                    | Klagenfurt     | 08:33:40 | |
| 15. Okt. 2005 | 69   | Ironman Hawaii                                     | Hawaii         | 09:08:40 | |
| 16. Okt. 2004 | 6    | Ironman Hawaii                                     | Hawaii         | 08:58:45 | |
| 3. Juli 2004  | 1    | ITU Long Distance Triathlon World Championships    | Säter          | 05:46:14 | |
| 3. Aug. 2003  | 1    | ETU Long Distance Triathlon European Championships | Fredericia     | 05:43:47 | |
| 7. Sep. 2003  | 2    | Ironman Wisconsin                                  | Madison        | 09:00:56 | |
| 11. Mai 2003  | 6    | ITU Long Distance Triathlon World Championships    | Ibiza          | 05:43:21 | |
| 22. Sep. 2002 | 2    | ITU Long Distance Triathlon World Championships    | Nizza          | 06:22:05 | Die Triathlon-Weltmeisterschaft auf der Langdistanz wurde 2002 im Rahmen des Triathlon International de Nice ausgetragen. |
| 5. Aug. 2001  | 5    | ITU Long Distance Triathlon World Championships    | Fredericia     | 08:30:35 | |
| 2000          | 10   | ITU Long Distance Triathlon World Championships    | Nizza          | 06:34:22 | |
| 11. Juli 1999 | 2    | ITU Long Distance Triathlon World Championships    | Säter          | 05:48:27 | Triathlon-Vize-Weltmeister auf der Langdistanz                                                                            |
| 1998          | 17   | ITU Long Distance Triathlon World Championships    | Sado           | 06:09:41 | Triathlon-Weltmeisterschaft auf der Langdistanz                                                                           |

(DNF – Did Not Finish)

## Publikationen
- Torbjørn Sindballe: Tri: den ultimative træningsbog Gyldendal Kopenhagen, 2013 ISBN 978-87-02-12941-0
- Torbjørn Sindballe: Den perfekte præstation: motivation, træning og kærlighed Gyldendal Kopenhagen, 2010 ISBN 978-87-02-09276-9